# Birwa
El birwa és una llengua bantu, de la sots-família Sotho-Tswana que es parla a Botswana i a Sud-àfrica. El seu codi ISO 639-3 és brl.
A Botswana, hi ha 15.000 parlants al districte Central, al subdistricte Bobonong, a l'est de Selebi-Phikwe. Es parla en els poblats: Bobonong, Kobojango, Semolale, Motalatau i Mathathane.